# Minoisches Haus von Chamaizi

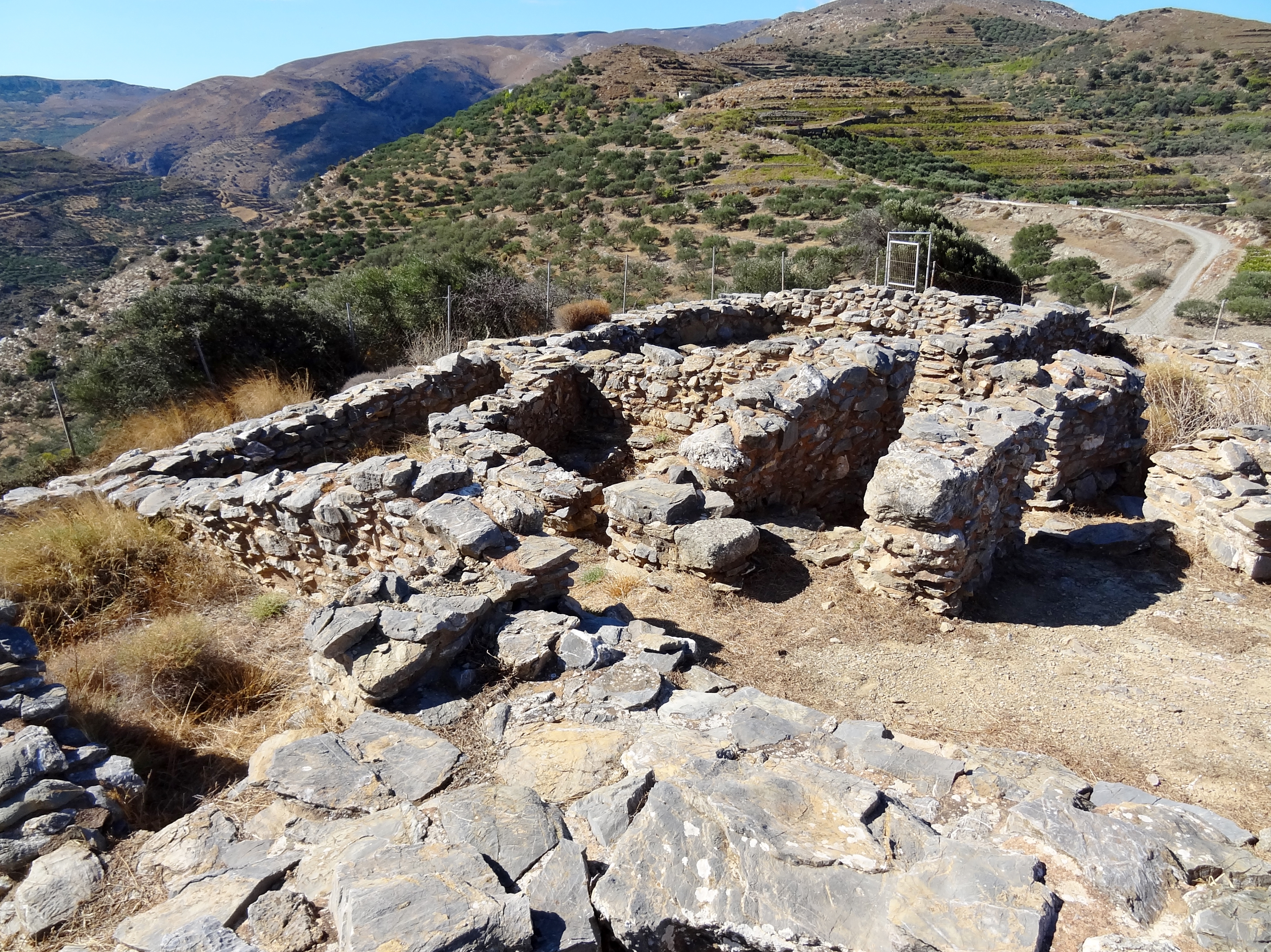
Ausgrabungsstätte von Chamaizi

Das Minoische Haus von Chamaizi (griechisch Μινωική οικία Χαμαιζίου Minoiki ikia Chameziou) ist eine archäologische Ausgrabungsstätte im Nordosten der griechischen Insel Kreta. Sie befindet sich in der Gemeinde Sitia des Regionalbezirks Lasithi, etwa 650 Meter südlich des Ortes Chamezi, nach dem sie benannt ist. Die auf dem 501 Meter hohen Souvloto Mouri (Σουβλωτό Μουρί ‚Spitzer Hügel‘) freigelegten Gebäudereste stammen aus der früh- und mittelminoischen Zeit im 3. und 2. Jahrtausends v. Chr.

## Lage und Geschichte
Das minoische Haus von Chamaizi, das mitunter auch als „Minoische Villa“ bezeichnet wird, stand auf einem Hügel eines nordöstlichen Ausläufers des Orno-Gebirges (Ορνό Όρος) nahe der Nordküste Kretas. Die Entfernung der Gebäudereste zur Küste des Kretischen Meeres im Nordosten beträgt rund 3,9 Kilometer Luftlinie, zum Levantischen Meer an der Südküste der Insel 14,7 Kilometer. Die Ausgrabungsstätte ist von Osten auf einem 900 Meter langen unbefestigten Weg von der Hauptstraße zwischen Chamezi und Exo Mouliana zu erreichen. Vom Souvloto Mouri ergibt sich eine gute Sicht auf die Bucht von Sitia (Όρμος Σητείας), an deren Südseite der minoische Palast von Petras stand.

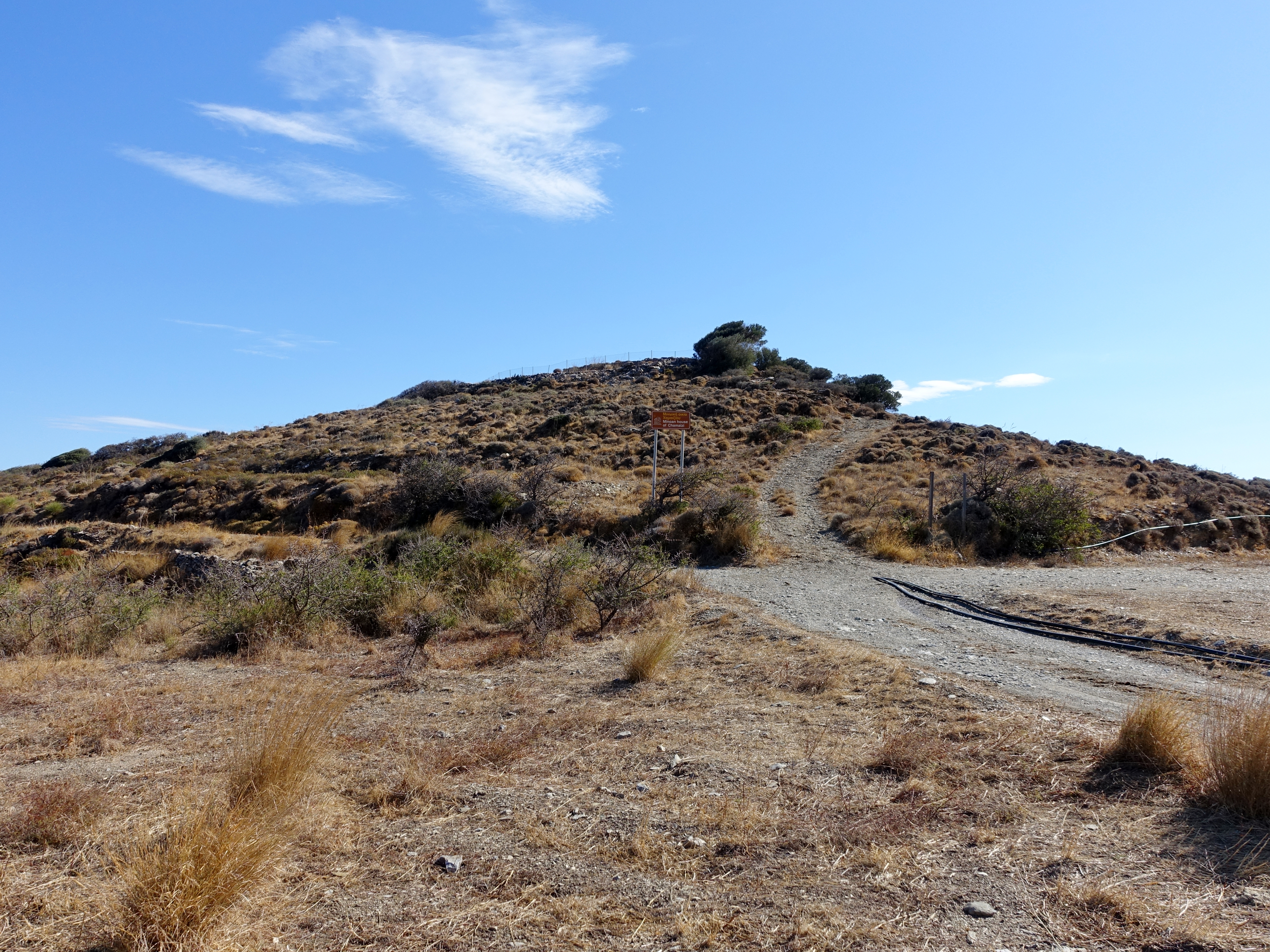
Ostansicht des Souvloto Mouri

Der öffentliche Zugang zum 30 × 40 Meter großen umzäunten Ausgrabungsgelände von Chamaizi befindet sich im Südosten des Hügels. Von dem frühgeschichtlichen Bauwerk sind nur noch die Grundmauern erhalten, deren Außenabmessungen aus dem mittelminoischen Kulturabschnitt 14,50 × 22,20 Meter betragen. Es handelt sich um das bisher einzige ovale Gebäude, das aus minoischer Zeit bekannt ist. Erste Ausgrabungen fanden 1903 unter Stephanos Xanthoudides statt, deren Ergebnisse er 1906 publizierte. Unter der Leitung von Costis Davaras wurde die Ausgrabungsstätte 1971 gesäubert und konserviert, wobei sich neue Erkenntnisse ergaben.

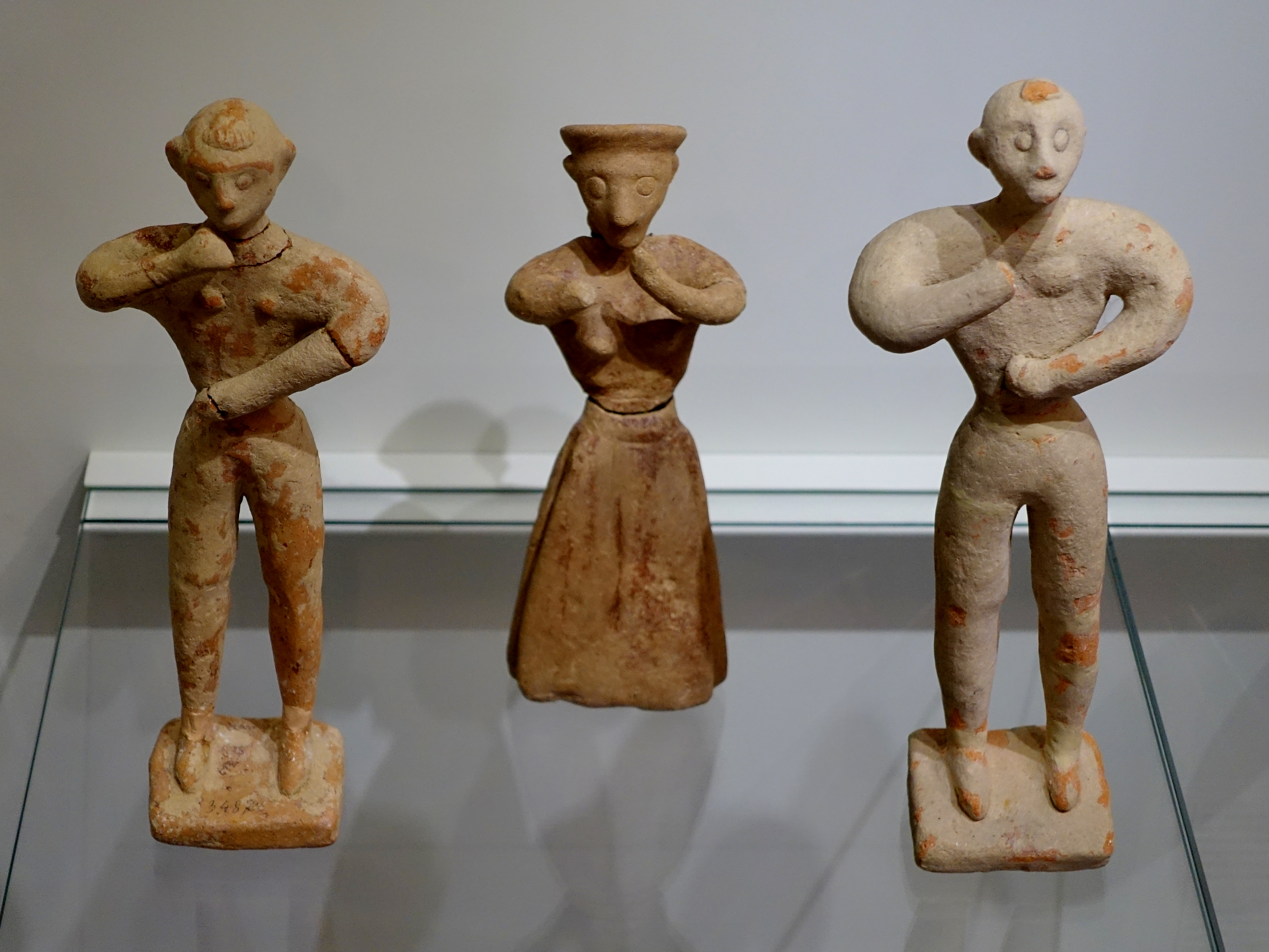
Terrakotta-Figurinen aus Raum 2 am Nordostrand des ovalen Hauses

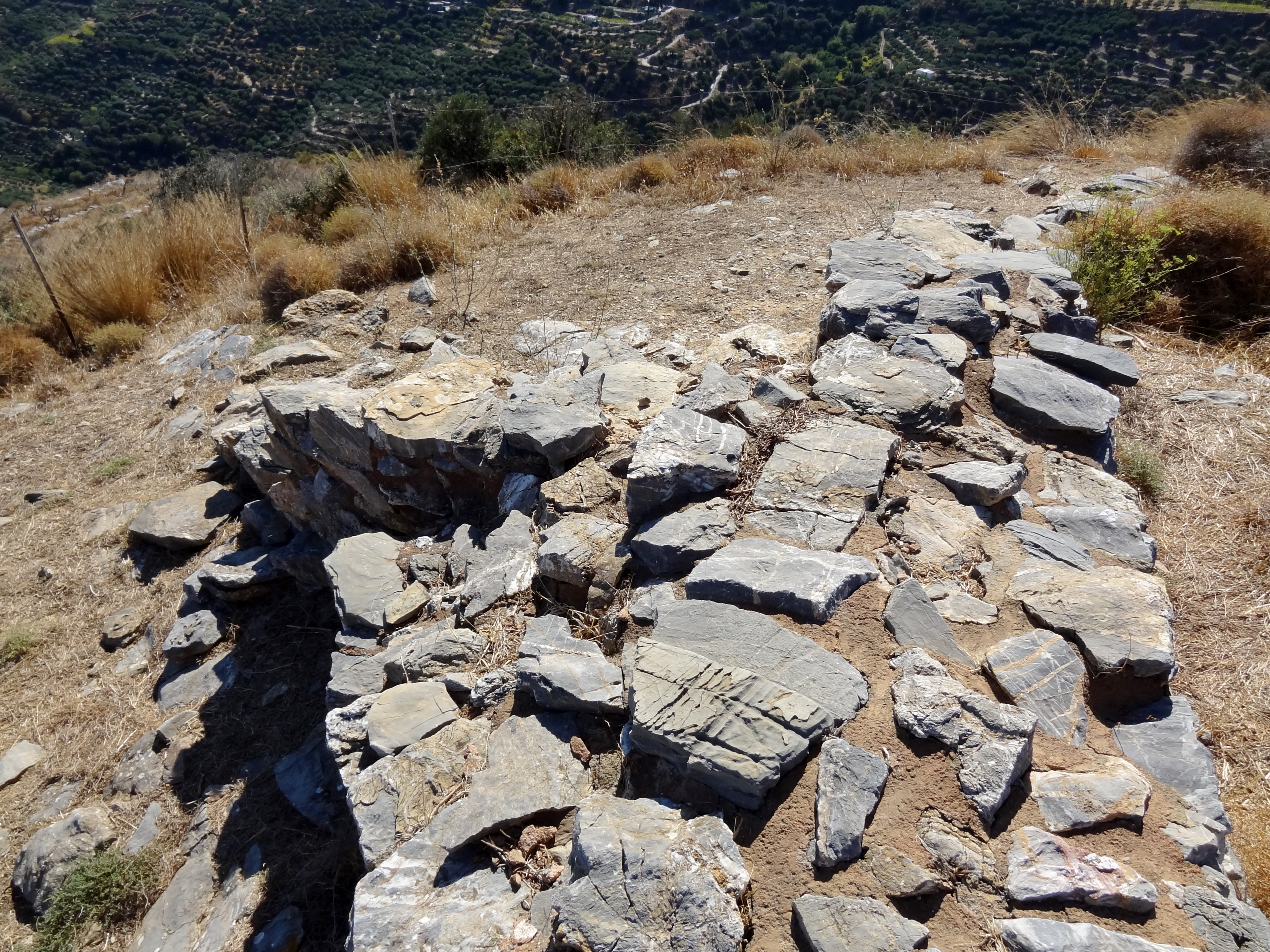
Raum 2: Fundort der Figurinen

Duncan Mackenzie nahm Anfang des 20. Jahrhunderts an, dass sich die Form des Gebäudes an der kleinen runden Spitze des Hügels orientierte. Dem widerspricht, dass sich frühere Strukturen außerhalb des mittelminoischen Gebäudes befanden. Insgesamt wurden drei verschiedene Bauphasen aus der frühminoschen Zeit FM II (ca. 2700 bis 2300 v. Chr.) festgestellt. Eine dieser frühminoischen Strukturen, als Raum 2 bezeichnet und nordöstlich außerhalb des mittelminoischen Bauwerks gelegen, enthielt drei Terrakotta-Figurinen und den Kopf einer vierten. Die 1903 gefundenen Statuetten werden aufgrund altpalastzeitlicher Parallelen in die mittelminoische Zeit zwischen 1900 und 1700 v. Chr. datiert. Neben einem gefundenen Rhyton, einem tönernen Opfertisch und einer Ascheschicht waren die Figurinen Anlass, dass Nikolaos Platon Chamaizi als Gipfelheiligtum interpretierte.
Im Ergebnis der Untersuchungen von 1971 kam man zu der Erkenntnis, dass es sich bei dem Minoischen Haus von Chamaizi nicht um ein Gipfelheiligtum gehandelt haben könne. Dafür sei die Zahl der gefundenen Artefakte zu gering. Die Fundstücke stammten zudem aus lokaler Töpferei und beinhalteten außerdem Fragmente von Pithoi und Webgewichten, Schleifsteine, Kerna und Stößel. Ascheablagerungen fanden sich auch in anderen Teilen des Gebäudes. Dies stützt die ursprüngliche These Xanthoudides’ von einem minoischen Haus, mit einem Wohnbereich sowie Räumen zur Lebensmittelverarbeitung, Weberei und Lagerung. Bei dem Fundort der Figurinen könnte es sich um einen lokalen Schrein gehandelt haben. Als Zeit der Errichtung des ovalen Hauses wird der Anfang der mittelminoischen Phase MM I A (um 2100 v. Chr.) angenommen. Es wurde wohl von einer großen Familie oder Sippe bewohnt.
Mit dem Aufstieg des Palasts von Petra und der Einbeziehung des Gebiets von Chamaizi in dessen Machtbereich in MM II A (bis 1800/1700 v. Chr.) endete die Besiedlung und das Haus auf dem Souvloto Mouri wurde zerstört. Damit gleicht dessen Entwicklung der des rechteckigen Hauses von Agia Photia an der Bucht von Sitia. Beide Gebäude besaßen einen Innenhof, der in Chamaizi jedoch wesentlich kleiner ausfiel. Eine Besonderheit des ovalen Hauses von Chamaizi bildet die teils in den Fels gehauene, teils mit Kalkstein aufgemauerte 3,5 Meter tiefe Zisterne mit einem Durchmesser von 1,5 Metern im Zentrum des Gebäudes. In sie floss Regenwasser von einem nach innen geneigten Dach. Der Überlauf führte über den südöstlichen Ausgang aus dem Gebäude.

Ausgrabungsstätte
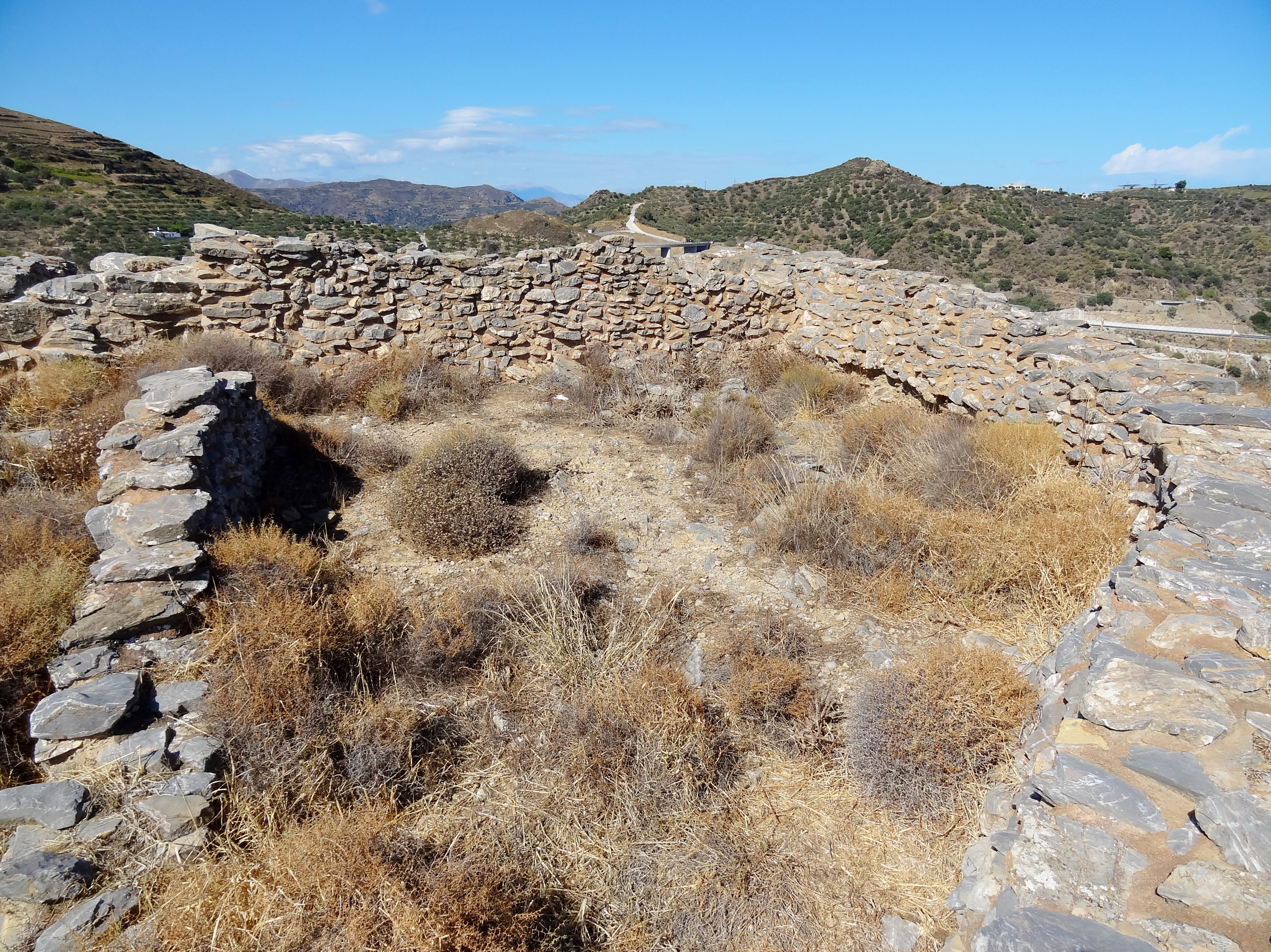
Raum 4: Fundort eines Opfertischs
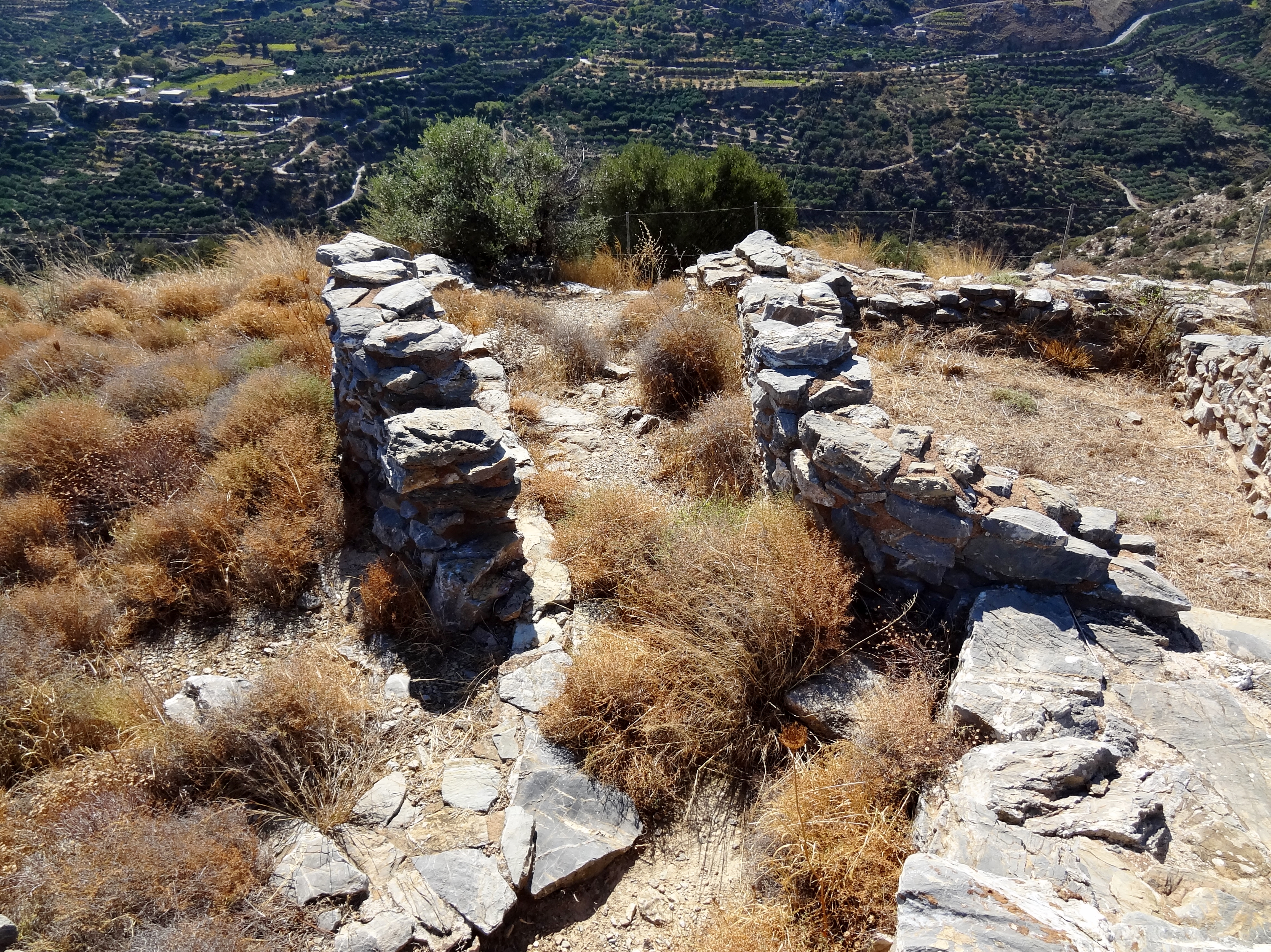
Raum 7: Südöstlicher Ausgang
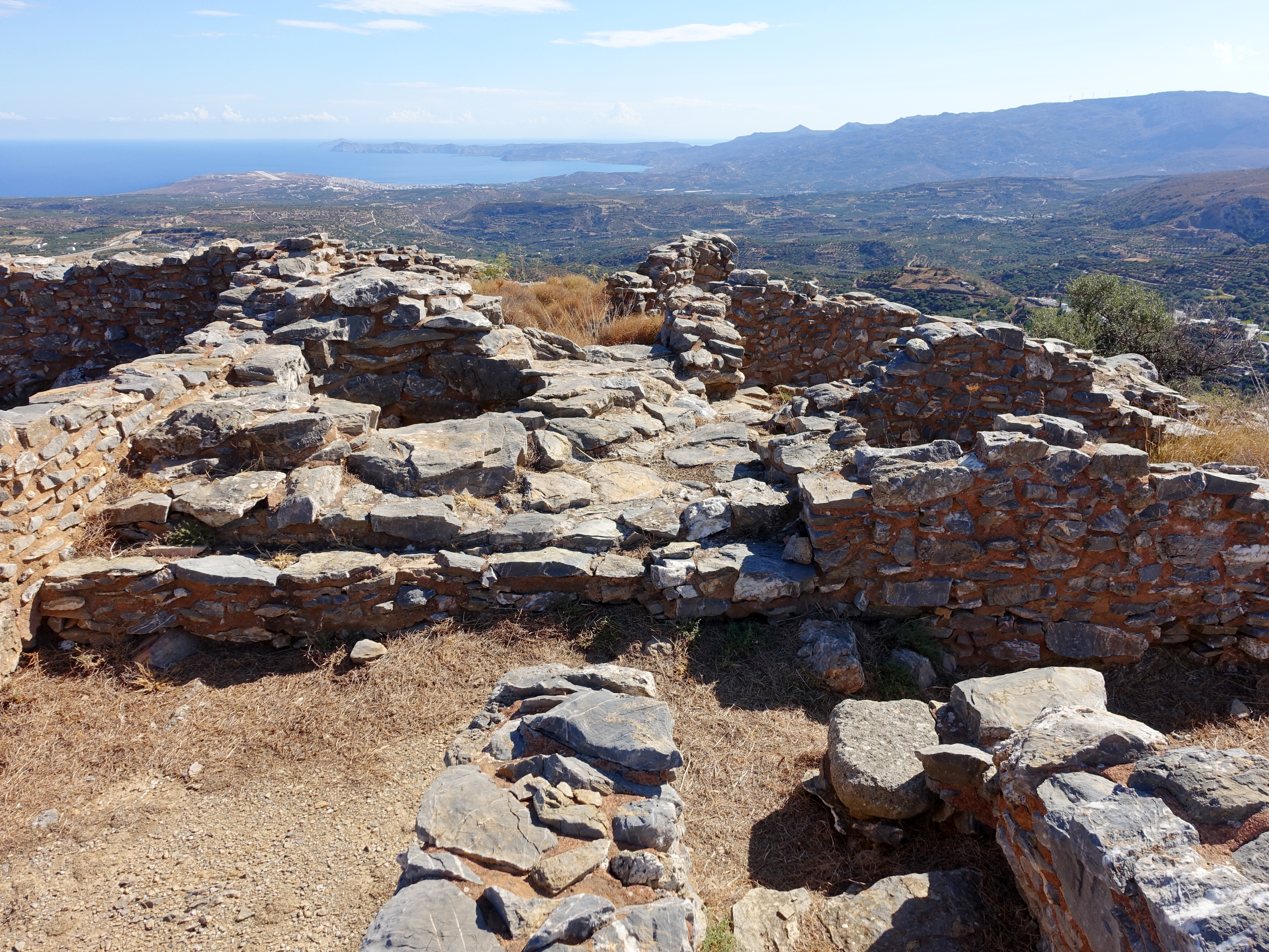
Raum 12 mit der zentralen Zisterne (12a)
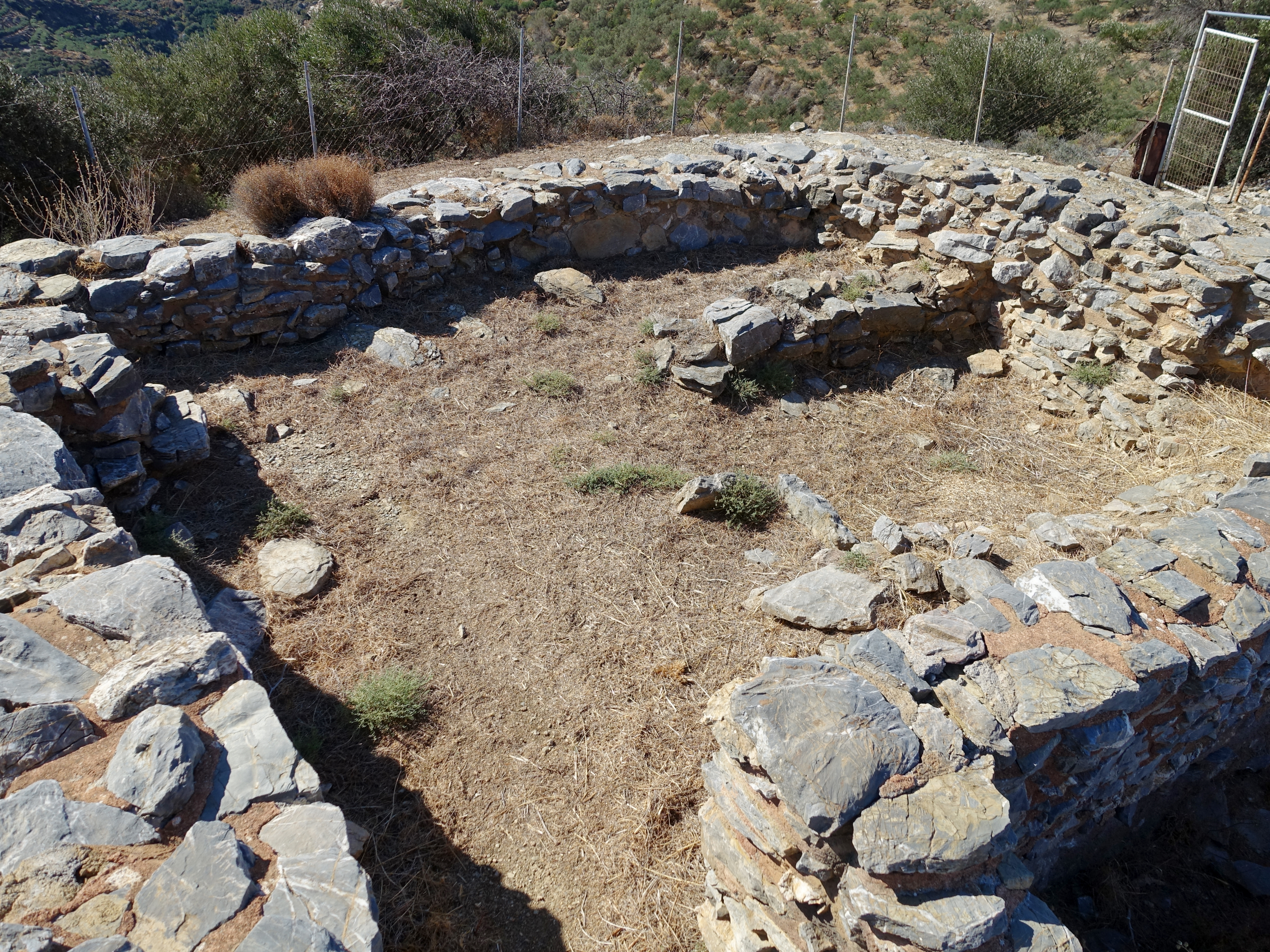
Raum 15: Pithoi-Abstellraum

## Literatur

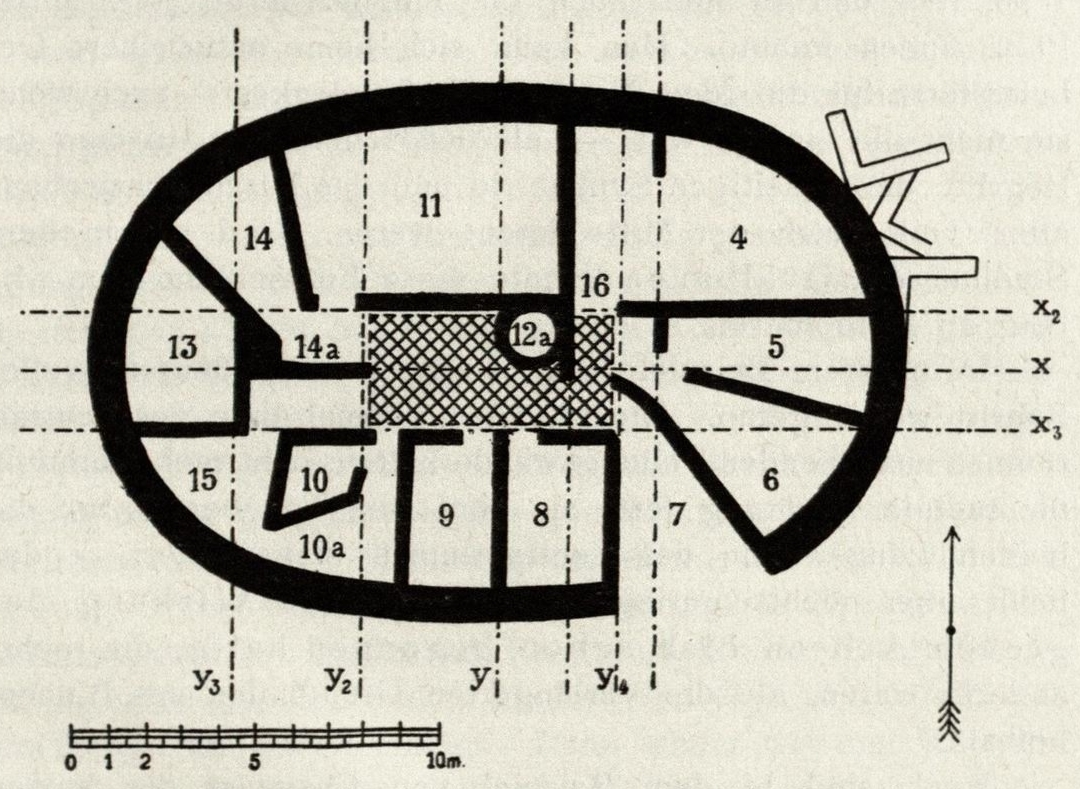
„Plan des Ovalhauses von Chamaizi-Siteia“ (Noack, 1908)